# 8716 Джінестра
8716 Джінестра (8716 Ginestra) — астероїд головного поясу, відкритий 23 вересня 1995 року.
Тіссеранів параметр щодо Юпітера — 3,159.